# Garland Jeffreys
Garland Jeffreys är en amerikansk sångare och låtskrivare, född 3 juli 1943 i Brooklyn, New York. Hans musik rör sig i ett gränsland mellan rock and roll, reggae, soul och blues.
Jeffreys albumdebuterade 1970 med gruppen Grinder's Switch, och samma år medverkade han med gitarr på John Cales debutalbum Vintage Violence. Hans första soloalbum släpptes 1973, men hans kommersiella och artistiska genombrott kom med det andra soloalbumet Ghost Writer 1977. Albumet innehåller en av hans kändaste låtar, "Wild in the Streets" som flera artister spelat in coverversioner på. 1979 fick han en hit i några europeiska länder med låten "Matador". Hans framgångsrikaste album var Escape Artist 1980 där han fick en singelhit i USA med en cover på ? and the Mysterians låt "96 Tears".

## Diskografi
Studioalbum (solo)
- Grinder's Switch featuring Garland Jeffreys (1970)
- Garland Jeffreys (1973)
- Ghost Writer (1977)
- One-Eyed Jack (1978)
- American Boy & Girl (1979)
- Escape Artist (1980)
- Rock 'n' Roll Adult (1982)
- Guts For Love (1983)
- Don't Call Me Buckwheat (1992)
- Matador & More... (1992)
- Wildlife Dictionary (1997, endast släppt i Europa)
- I'm Alive (2007, endast släppt i Europa)
- The King of In Between (2011)
- Truth Serum (2013)
- 14 Steps To Harlem (2017)